# Kantfläckigt backfly
Kantfläckigt backfly (Agrochola litura) är en fjärilsart som beskrevs av Carl von Linné 1761. Kantfläckigt backfly ingår i släktet Agrochola och familjen nattflyn. Arten är reproducerande i Sverige. Inga underarter finns listade i Catalogue of Life.

## Bildgalleri

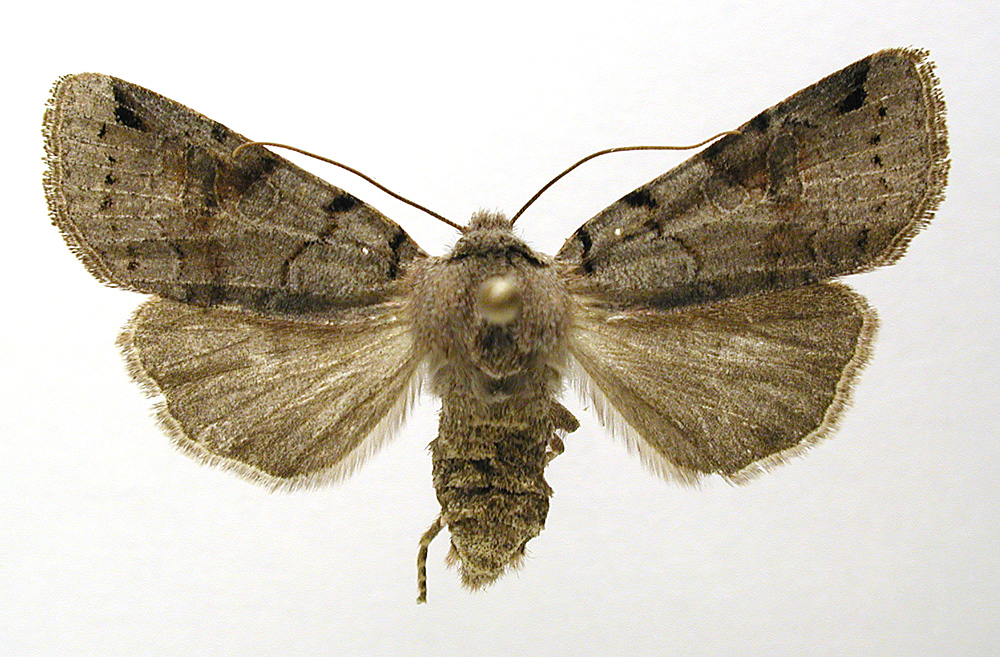
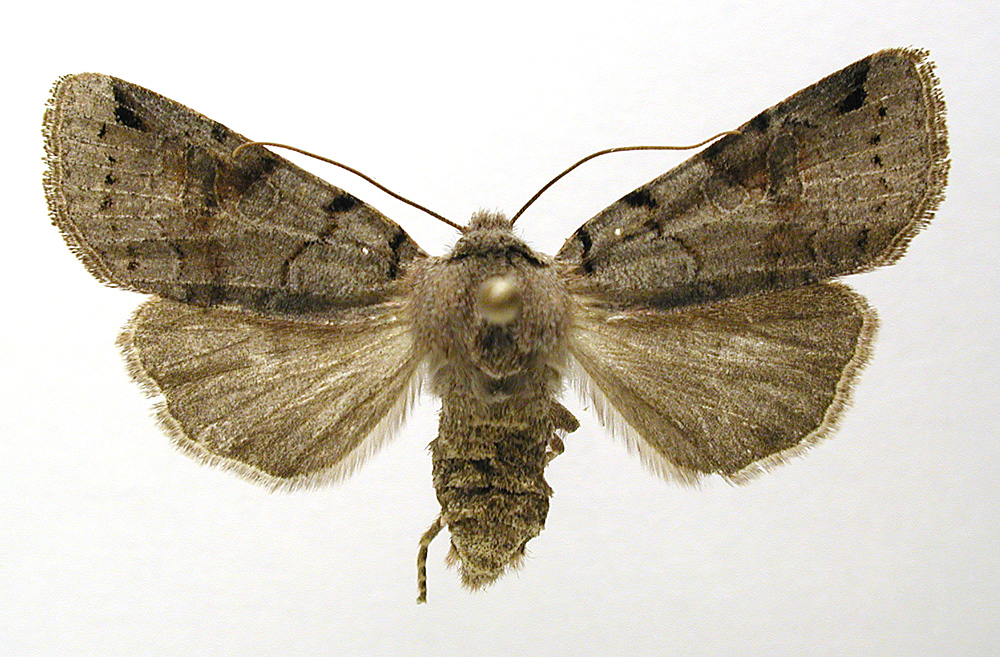